# Claudio Corioni
Claudio Corioni (né le 26 décembre 1982 à Chiari, dans la province de Brescia, Lombardie) est un coureur cycliste italien. Il est professionnel depuis 2005.

## Palmarès

### Palmarès amateur
- 2002
  - 2e du Trofeo Banca Popolare di Vicenza
- 2003
  - Trophée Taschini
  - Milan-Busseto
  - Mémorial Danilo Furlan
  - Mémorial Luigino Maccarinelli
  - 3e du Trophée de la ville de Brescia
- 2004
  - Piccola Coppa Agostoni
  - Giro del Belvedere
  - Trophée de la ville de Brescia
  - Mémorial Luigino Maccarinelli
  - 2e de Milan-Busseto
  - 2e du Tour des Flandres espoirs
  - 2e de la Medaglia d'Oro Fiera di Sommacampagna
  - 3e de la Coppa San Bernardino
  - 3e du Grand Prix Joseph Bruyère

### Palmarès professionnel
- 2005
  - 2e étape de la Semaine catalane
- 2006
  - 2e du Tour de la province de Lucques
- 2008
  - 1re étape du Tour d'Espagne (contre-la-montre par équipes)
- 2011
  - 2e étape de la Semaine internationale Coppi et Bartali

## Résultats sur les grands tours

### Tour de France
2 participations
- 2005 : abandon (6e étape)
- 2007 : 126e

### Tour d'Italie
1 participation
- 2011 : 150e

### Tour d'Espagne
3 participations
- 2006 : 106e
- 2007 : 118e
- 2008 : 97e, vainqueur de la 1re étape (contre-la-montre par équipes)

## Classements mondiaux
| Année         | 2010 |
| ------------- | ---- |
| UCI Asia Tour | 270e |